# Hamdijk
Hamdijk, Gronings Hamdiek,  is een buurtschap en streek in de gemeente Oldambt in de Nederlandse provincie Groningen. De weg Hamdijk loopt vanaf Klein-Ulsda via Booneschans naar Bad Nieuweschans en was vroeger de oude zeedijk van de Dollard. Het stuk tussen Booneschans en Bad Nieuweschans valt samen met de rijksgrens met Duitsland.
Aan de Hamdijk staan een aantal imponerende boerderijen van het Oldambtstertype, waarvan sommige in verregaande staat van verval verkeren. Langs de voormalige dijk liggen meerdere doorbraakkolken.
Hamdijk is een directe voortzetting van het middeleeuwse dorp Houwingaham. In 1998 zijn restanten gevonden van dit dorp, dat rond 1500 is verlaten ten gevolge van stormvloeden en overstromingen van de Dollard. De inwoners weken uit naar Den Ham, een deel daarvan keerde in het begin van de zeventiende eeuw terug naar hun oude woonplaatsen, waarna ze de boerderijen op huiswierden in de luwte van de zeedijk bouwden. De boerderijen waren verbonden door een voetpad; pas in 1856 werd een doorgaande weg aangelegd.
Het verlaten gebied viel aanvankelijk toe aan Beerta, maar werd in de loop van de zestiende eeuw bij de parochie Bellingwolde gevoegd. Wel traden de inwoners van het vroegere dorp Houwingaham nog in 1636 gezamenlijk op als gerechtigden van de nieuw te bedijken kwelders. Het gebied stond in de 16e eeuw ook wel bekend als Hayingehorne, Huesterhorne of Hamster Horn. De bebouwing langs den Olden Dick komt nog niet voor op een kaart uit 1590; daarentegen al wel op een gedrukte kaart uit 1672, waar deze buurt Oude Dijck ofte Koude Hoeck wordt genoemd. De bewoners werden aanvankelijk tot de buurtschap Den Ham gerekend. Na bedijking van het gebied in 1657 gingen enkele boerderijen nabij Booneschans kerkelijk onder Bad Nieuweschans vallen, de rest bleef bij Bellingwolde. In de praktijk waren de inwoners echter georiënteerd op Nieuweschans, waar ze ook hun kinderen lieten dopen.
De naam op de Hamdijk komt voor het eerst voor in 1697. De Hamdijck wordt eveneens vermeld op een getekende kaart uit 1724. Rond 1800 hadden Hamdijk, Koudehoek en Den Ham ieder een eigen buurtgilde. Het grootste deel van Hamdijk werd in 1808 bij de nieuwe gemeente Nieuweschans gevoegd (met inbegrip van de boerderij 'De Ekke' te Den Ham), het resterende deel ten zuiden van het Langediep (nu Koudehoek) werd in 1811 toebedeeld aan Bellingwolde.
Hamdijk had ten minste in 1803 (vermoedelijk al vóór 1799) een eigen particuliere school (achter Hamdijk 31), die vanwege de kwaliteit van het onderwijs uitstekend bekend stond. Het schooltje sloot zijn deuren nadat er in 1841 een school in Klein-Ulsda was gesticht, die ook door de kinderen uit Ulsda werd bezocht.
Door Den Ham en Hamdijk liep het Hamsterdiep of oude Bellingwolderzijldiep, dat door de Zwijnezijl bij Nieuweschans in de Aa uitmondde. De uitwatering in de Aa werd afgelost door het nieuwe Bellingwolderzijldiep of Buiskoopdiep, gegraven in 1657 in opdracht van het Tienkarspelenzijlvest met een sluis bij Finsterwolderhamrik. Dit zijldiep nam dat het water van het Nieuwe Zijldiep bij Bellingwolde, het Nieuwediep en het Langediep opnam. De Zwijnezijl raakte na de Sint-Maartenvloed van 1686 buiten gebruik.

## Naam
Het naamsbestanddeel -ham verwijst naar 'aangeslibd land gelegen in een bocht van een waterloop'. Het naamgevingselement komt in de provincie Groningen ook voor bij Den Ham bij Aduard, Kolham, Blijham en de verdronken dorpen Megenham en Wynedaham. In dit geval lijkt er vooral sprake te zijn van een verwijzing naar het oude dorp Houwingaham en het nieuwe dorp Den Ham.

## Hamdijk bij Beerta
Hamdijk moet niet verward worden met de Oude Dijk door Nieuw-Beerta, Drieborg en Finsterwolderhamrik, die in de zeventiende eeuw eveneens Hamdijk of Hamsterdijk werd genoemd. Ook de nieuwe Schanskerdijk van 1657 heette aanvankelijk Hamdijck, nieuwe Hamdijk of ook wel Zuidwending. Het buitendijkse land werd Beersterham genoemd. De Koedijk te Finsterwolderhamrik, aangelegd in 1696, werd eveneens betiteld als Heeren Dijck of Ham-Dijck. De stad Groningen benoemde in de 18e eeuw een speciale opzichter voor de Stads Ham- en Aegijpter Dijcken bij Nieuw-Beerta en Finsterwolderhamrik De uitgang -ham is hier ontleend aan de verdronken Dollarddorpen Megenham en Wynedaham.